# 布萊克菲什鎮區 (阿肯色州聖弗朗西斯縣)
布萊克菲什鎮區（英語：Black Fish Township）是位於美國阿肯色州聖弗朗西斯縣的一個行政鎮區。

## 地方資料
布萊克菲什鎮區的面積為89.26平方千米，當中陸地面積為86.51平方千米，而水域面積為2.75平方千米。根據2010年美國人口普查的數據，當地共有人口111人，而人口密度為每平方千米1.24人。